# Torneo de Niza 2013
El Open de Nice Côte d'Azur de 2013 es un torneo de tenis jugado en pistas de tierra batida al aire libre. Es la 29ª edición del Open de Nice Côte d'Azur y forma parte de la gira mundial ATP World Tour 250 del 2013. Se llevará a cabo en el Lawn Tennis Club de Niza en Niza, Francia, del 19 de mayo hasta el 25 de mayo de 2013.

## Cabeza de serie

### Individual
| Tenista           | Ranking | Preclasificada |
| Tomáš Berdych     | 6       | 1              |
| Gilles Simon      | 17      | 2              |
| Sam Querrey       | 19      | 3              |
| John Isner        | 20      | 4              |
| Andreas Seppi     | 21      | 5              |
| Fabio Fognini     | 25      | 6              |
| Benoît Paire      | 36      | 7              |
| Marcel Granollers | 37      | 8              |

### Dobles masculinos
| Tenista                                | Ranking | Preclasificado |
| Aisam-ul-Haq Qureshi Jean-Julien Rojer | 15      | 1              |
| Mariusz Fyrstenberg Marcin Matkowski   | 61      | 2              |
| Eric Butorac Lukáš Dlouhý              | 83      | 3              |
| Daniele Bracciali Potito Starace       | 86      | 4              |

## Campeones

### Individuales
Albert Montañés venció a  Gaël Monfils por 6-0, 7-6(7-3)

### Dobles
Johan Brunström /  Raven Klaasen vencieron a  Juan Sebastián Cabal /  Robert Farah por 6-3, 6-2